# Leszcze (wieś w województwie łódzkim)
Leszcze – wieś w Polsce, położona w województwie łódzkim, w powiecie łęczyckim, w gminie Łęczyca.
W latach 1975–1998 miejscowość administracyjnie należała do województwa płockiego.
Przez miejscowość przebiega droga wojewódzka nr 703.
Leszcze graniczą z Łęczycą, znajdują się na jej zachodnim krańcu. W XII w. odnotowano je jako własność Gumberta i Mściwoja.
Na początku XIX w. Leszcze należały do Walentego Bielickiego, który posiadał we wsi dwór. Po jego śmierci w 1811 r. Leszcze przejął Jan Bielicki, który w 1827 r. sprzedał majątek Ludwikowi Bielickiemu. W 1829 r. Leszcze przejął (prawdopodobnie za długi) sędzia pokoju Feliks Masłowski herbu Samson z żoną Jadwigą z Bielickich Masłowską. Po śmierci małżeństwa Masłowskich (ich neoklasycystyczne pomniki znajdują się na cmentarzu rzymskokatolickim w Łęczycy) właścicielami Leszcza stali się w l. 70. XIX w. Maryna z Bielickich Gukiel i jej mąż, warszawski muzyk i nauczyciel, Jan Gukiel. W 1883 r. Leszcze zostały wystawione na licytację przez Towarzystwo Kredytowe Ziemskie.

Dwór obecnie nie istnieje.

W 2008 r. na łamach "Verbum Nobile" – periodyku Związku Szlachty Polskiej, ukazał się obszerny materiał "Z dziejów dóbr Leszcze pod Łęczycą".